# Peter Martens (Ingenieur)
Peter Martens (* 11. Februar 1932 in Wacken; † 2. Mai 2024 in Braunschweig) war ein deutscher Bauingenieur.

## Leben
Martens absolvierte eine Maurerlehre und studierte Bauingenieurwesen an der Fachhochschule Eckernförde und an der Technischen Universität Braunschweig, an der er 1961 die Diplom-Hauptprüfung bestand und danach als wissenschaftlicher Mitarbeiter bei Klaus Pieper arbeitete. 1969 wurde er bei Pieper promoviert (Silolasten aus staubförmigen Schüttgütern und aus Luftzufuhr). 1970 trat er als Partner in das 1961 gegründete Ingenieurbüro von Pieper in Braunschweig ein. Das Ingenieurbüro wurde 1987 umstrukturiert durch die Aufnahme von Frank Puller als Partner und in martens + puller Ingenieurgesellschaft umbenannt.
Entsprechend einem der Schwerpunkte der Forschung seines Lehrers Pieper befasste Martens sich am Lehrstuhl mit Silos aus Stahlbeton und gab auch ein Handbuch über Silos heraus.

## Schriften
- (als Herausgeber): Silo-Handbuch. Ernst & Sohn, Berlin 1988.
- Bewehrungswerte für durchlaufende vierseitig gestützte Platten. In: Hochbau-Deckenatlas. Ernst & Sohn, Berlin 1981.